# هیلاری بی اسمیت
هیلاری بی اسمیت (انگلیسی: Hillary B. Smith؛ زادهٔ ۲۵ مهٔ ۱۹۵۷) یک هنرپیشه اهل ایالات متحده آمریکا است.

## گزیده فیلمشناسی
از فیلم‌ها یا برنامه‌های تلویزیونی که وی در آن نقش داشته‌است می‌توان به آثار زیر اشاره کرد.
- عاشقانه شماره ۹ (۱۹۹۲)
- خدمتکاری در منهتن (۲۰۰۲)
- واروخوانه (فیلم) (۲۰۰۴)
- جسور و زیبا (۲۰۱۲)